# سپاه ۵۶ (ورماخت)
سپاه ۵۶ (به آلمانی: LVI Armeekorps) یکی از سپاه‌های نیروی زمینی آلمان در دوره رایش سوم بود که در جریان جنگ جهانی دوم به نبرد پرداخت.

## تشکیل
این سپاه تحت عنوان سپاه ۵۶ موتوریزه در ۱۵ فوریه سال ۱۹۴۰ در منطقه نظامی شماره ۶ (بت زالتسوفلن) ایجاد شد.

## تاریخچه عملیاتی

### شوروی

#### منطقه بالتیک
سپاه ۵۶ موتوریزه به فرماندهی سپهبد اریش فن مانشتاین، با سه لشکر هشتم زرهی، سوم پیاده‌نظام موتوریزه و دویست و نودم پیاده‌نظام، به عنوان بخشی از گروه زرهی ۴ در جناح جنوبی گروه ارتش شمال با آغاز عملیات بارباروسا می‌بایست منطقه بالتیک را مورد هجوم قرار می‌داد. با توجه به اطلاعات به دست آمده پیشبینی می‌شد این سپاه با مقاومت کمتری نسبت به سپاه ۴۱ موتوریزه، دیگر سپاه گروه زرهی ۴، از طرف دشمن مواجه شود. به همین جهت سپاه ۵۶ موتوریزه یک لشکر زرهی کمتر از سپاه دیگر در اختیار داشت. ساعت ۱۳ روز ۲۱ ژوئن سال ۱۹۴۱ به قرارگاه سپاه اطلاع داده شد عملیات ساعت ۳ بامداد روز بعد آغاز خواهد شد. با توجه به خط مرزی اندک اختصاص داده شده به این سپاه، تنها امکان استفاده از لشکرهای هشتم زرهی و دویست و نودم پیاده‌نظام در تهاجم به مواضع مرزی دشمن وجود داشت و لشکر سوم پیاده‌نظام موتوریزه در پشت سر نگاه داشته شد. با آغاز عملیات در روز ۲۲ ژوئن سال ۱۹۴۱، موفقیت‌های بزرگ این سپاه در روزهای نخست عملیات سبب شد با توجه به درگیری سپاه ۴۱ موتوریزه در نبرد راسینیای، ارتشبد اریش هوپنر، فرمانده گروه زرهی ۴، تمرکز خود را بر سپاه ۵۶ موتوریزه بگذارد. لشکر هشتم زرهی به عنوان سرنیزه زرهی این سپاه در روز نخست پس از تصرف یوربارکاس و سرژیوس، با پیشروی ۸۰ کیلومتری با سلطه بر آریوگالا، گذرگاهی بر رود دوبیسا به دست آورد. این پیشروی عمیق‌ترین پیشروی در بین تمامی نیروهای آلمانی در سرتاسر خدمت مقدم در روز نخست عملیات به حساب می‌آمد. این سپاه با بهره‌گیری از شکاف ۱۳۰ کیلومتری حاصل شده از عقب رانده شدن ارتش یازدهم شوروی به سمت شرق توسط نیروهای گروه ارتش مرکز که راه آن را تا رود دوینا باز کرد، توانست در عرض ۱۰۰ ساعت ۳۲۰ کیلومتر پیشروی کند. نیروهای فن مانشتاین پیش از آن که ارتش بیست و هفتم شوروی به دونابورگ در کرانه رود دوینا برسد، روز ۲۶ ژوئن بر آن مسلط شدند. عصر روز ۲۷ ژوئن ضد حملات نیروهای جبهه شمال غربی شوروی از خط دفاعی استالین، متوجه سپاه ۵۶ موتوریزه در این محل شد. با وجود تلاش مابقی قوا جهت پوشش دادن فاصله ایجاد شده، پیشروی برق‌آسای سپاه ۵۶ موتوریزه شکافی ۱۲۰ کیلومتری بین این نیرو و مابقی یگان‌های آلمانی پشت سر آن ایجاد کرده بود که منجر به انزوای سه روزه نیروهای فن مانشتاین در دونابورگ شد. هواگردهای پشتیبانی نزدیک هوایی لوفت‌وافه تنها کمکی بودند که این نیروها از سایر قوای خودی در برابر ضد حملات دشمن دریافت نمودند. با وجود طی شدن نیمه راه لنینگراد و میل فن مانشتاین بر ادامه دادن به پیشروی سریع، مجموعاً برای شش روز فرمان به توقف این نیروها به جهت رسیدن جناح چپ ارتش شانزدهم که صد کیلومتر با آن فاصله داشت، داده شد. سپاه ۵۶ موتوریزه با در هم شکستن ضد حملات سپاه ۲۱ مکانیزه شوروی، نهایتاً دوم ژوئیه مجوز پیشروی مجدد را دریافت نمود.

### شمال روسیه
با ورود به خاک روسیه، اختلاف نظر بین فن مانشتاین و هوپنر بر سر تهاجم انفرادی سپاه ۵۶ موتوریزه به سمت استارایا روسا در مقابل تقویت سپاه ۴۱ موتوریزه، پدیدار گشت. به هر صورت نیروهای فن مانشتاین شب ۱۰ ژوئیه توانستند بر اوپوچکا مسلط شوند. در این ناحیه سپاه ۵۶ موتوریزه مجدداً زیر ضد حملات ارتش سرخ قرار گرفت. در ادامه مقرر شد این سپاه در عرض چهار روز از راه نووگورود به طرف لنینگراد پیشروی کند. عوارض و موانع طبیعی همچون پوشش جنگلی فراوان منطقه، باعث شده بود سپاه فن مانشتاین نسبت به سپاه ۴۱ موتوریزه در انزوا به سر ببرد و امکان همکاری مؤثر بین این دو سپاه گروه زرهی ۴ وجود نداشته باشد. با شرایط بد زیرساخت‌های شوروی، نیروهای سپاه ۵۶ موتوریزه در فاصله بین اوپوچکا و نووگورود در وضعیت انزوا نسبت به سایر نیروهای خودی، برای پیشروی به تنها یک جاده در ستونی بسیار بلند محدود شدند. هدف فن مانشتاین پس از تصرف نووگورود، قطع خط آهن مسکو-لنینگراد در چودفو بود. در همین شرایط با تهاجم ارتش یازدهم شوروی به جناحین بدون دفاع سپاه ۵۶ موتوریزه در ۱۴ ژوئیه در شرق سولتسی، لشکر هشتم زرهی این سپاه به عنوان طلایه‌دار نیروهای آن در اراضی مردابی که تحرک مناسب را از آن گرفته بود، به محاصره افتاد. نهایتاً با دریافت نیروی کمکی از سپاه ۴۱ موتوریزه، پس از ۴ روز مبارزه سنگین در نبرد سولتسی، لشکر هشتم زرهی موفق شد به کمک سایر یگان‌های سپاه با تحمل خسارت فراوان خود را از حلقه محاصره خارج کند. با وارد آمدن این ضربه به لشکر هشتم زرهی و از دست رفتن قریب به نیمی از تانک‌های عملیاتی آن، این لشکر در جایگاه ذخیره گروه زرهی ۴ قرار گرفت تا سپاه ۵۶ موتوریزه بدون آن به حرکت خود ادامه دهد.
روز ۱۵ اوت فرماندهی گروه ارتش شمال سپاه ۵۶ موتوریزه را از نووگورود به سمت دنو گسیل کرد تا به سپاه ۱۰ که در محاصره قرار گرفته بود، یاری برساند. ضد حمله سپاه ۵۶ موتوریزه تا روز ۲۵ اوت شکست سختی متحمل ارتش‌های یازدهم و سی و چهارم شوروی نمود و آن‌ها را تا رود لوات عقب راند. این ضد حملات ناموفق دشمن باعث شد فرماندهی عالی نیروی زمینی سپاه ۵۶ موتوریزه را به همراه سه سپاه دیگر جهت مقابله با تجمع نیروهای دشمن در جنوب دریاچه ایلمن به آن سمت دمیانسک بفرستد.

## فرماندهان
| عنوان            | تصویر | نام               | درجه                                       | آغاز فرماندهی   | پایان فرماندهی                                  |
| ---------------- | ----- | ----------------- | ------------------------------------------ | --------------- | ----------------------------------------------- |
| سپاه ۵۶ موتوریزه |       | اریش فن مانشتاین  | سپهبد                                      | ۱۵ فوریه ۱۹۴۱   | ۱۳ سپتامبر ۱۹۴۱                                 |
| سپاه ۵۶ موتوریزه |       | فردیناند شال      | سرلشکر                                     | ۲۳ سپتامبر ۱۹۴۱ | مارس ۱۹۴۲                                       |
| سپاه ۵۶ زرهی     |       | فردیناند شال      | سرلشکر ارتقا به درجه سپهبد (۱ نوامبر ۱۹۴۱) | مارس ۱۹۴۲       | ۱ اوت ۱۹۴۳                                      |
| سپاه ۵۶ زرهی     |       | فریدریش هوسباخ    | سپهبد                                      | ۲ اوت ۱۹۴۳      | ۱۹ ژوئیه ۱۹۴۴                                   |
| سپاه ۵۶ زرهی     |       | یوهانس بلوک       | سپهبد                                      | ۱۹ ژوئیه ۱۹۴۳   | ۲۶ ژانویه ۱۹۴۵ (انهدام سپاه و کشته شدن فرمانده) |
| سپاه ۵۶ زرهی     |       | رولودلف کوخ-ارپاخ | سپهبد                                      | ۱۶ فوریه ۱۹۴۵   | ۲۴ فوریه ۱۹۴۵                                   |
| گروه سیلزی       |       | هلموت وایدلینگ    | سپهبد                                      | ۱۳ آوریل ۱۹۴۵   | ۲ مه ۱۹۴۵                                       |
|                  |       |                   |                                            |                 |                                                 |